# Целковый

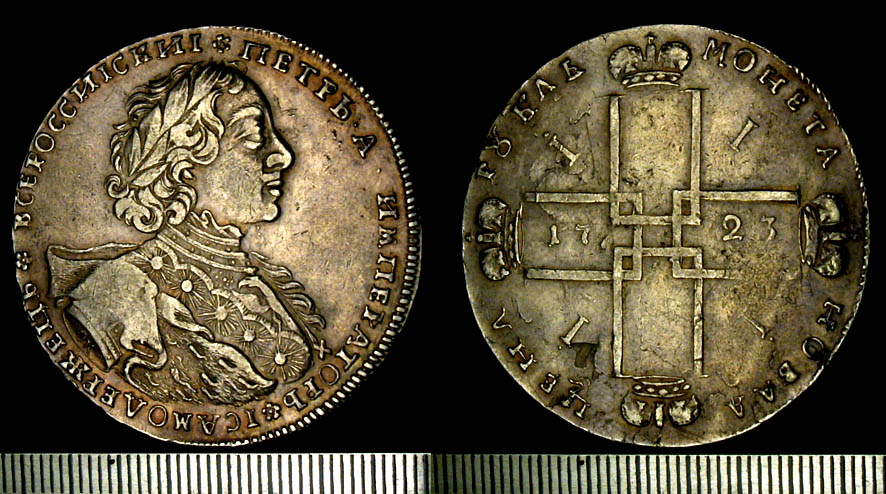
1 рубль 1723 года

Целковый — устаревшее название серебряной монеты достоинством один рубль. Позднее слово «целковый» стало синонимом слову «рубль», и в таком смысле часто встречается в русской литературе XIX — начала XX веков. В современном русском языке считается устаревшим, но в мокшанском, эрзянском и якутском языках слово «целковый» сохранилось как перевод слова «рубль».

## Предыстория
В качестве названия денег «рубль» впервые встречается в новгородских грамотах XIII века как эквивалент новгородской гривны, представлявшей собой слиток серебра стандартного веса — чуть больше 200 г. После прекращения выпуска слитков в Новгороде (XV век) рубль — это только счётная денежная единица, равная 200 денег Московского княжества или 216 денег Новгорода (позднее пропорции менялись). При Иване Грозном было установлено твёрдое соотношение: 200 московских денег или 100 новгородских, позже названных копейками.
Во времена царя Алексея Михайловича  широко практиковалось заворачивание стопок монет мелких номиналов в бумагу или холстину, что формировало более крупные суммы и использовалось для крупных платежей. Называли такие подготовленные суммы начётными деньгами (то есть учтёнными, пересчитанными). В «Истории города Москвы» Иван Забелин пишет: «16 генв. 1653 г. святейший на заутрени жаловал нищих стариц, вдов, девок милостынею, роздал начетных (то есть приготовленных) гривенных бумажек 3 р. да голых денег (мелких ссыпных) 5 р. 10 алт.; раздавал деньги сам патриарх да ризничий диакон Иев». Известно, что начетные деньги раздавались в виде особого царского подарка: «А как царь ходит в походы и по монастырем и по церквам, и для его выездов и выходов наготавливают деньги в бумаги, по 2 гривны, и полуполтине, и по полтине, и по рублю и по два и по 5 и по 10 и по 20 и по 30, кому сколько прикажет дать, чтоб было готово».

## История чеканки
Первая монета с обозначением достоинства словом «рубль» была отчеканена в 1654 году, в ходе денежной реформы Алексея Михайловича, однако она не получила распространения и находилась в обращении не более года — содержание серебра в монете было на уровне 64 копеек. Вероятно, тогда и появился термин «целковый», то есть целый рубль — в виде монеты, а не в качестве счётного понятия. Первоначально слово появилось в устной речи южных регионов, а затем и в документах. В разных регионах были свои варианты названия: целкач, целковик.
Рублёвые монеты начали массово поступать в обращение с 1704 года в ходе денежной реформы Петра I. Первоначально их выпуск осуществлялся путём перечеканки западноевропейских талеров. Это не только было решением проблемы подготовки денежного металла, но и упростило внешнюю торговлю, так как по весу и пробе металла рубль был равен талеру: общий вес — около 28 граммов при содержании чистого серебра в пределах 25—26 граммов. Впоследствии проба, общий и чистый вес металла в рубле неоднократно менялись, но с 1764 года и до реформ Советской власти содержание серебра всегда (кроме короткого периода денежной реформы Павла I) оставалось на уровне 18 граммов. Правители с особым вниманием относились к своему изображению на монете, для большей части населения Российской Империи это был единственный шанс увидеть императора, хотя после Екатерины II и до середины правления Александра III портрет императора на монете не чеканился. На целковых всегда указывался вес чистого серебра. Во время реформы 1885 года рубль стал банковской монетой, имевший полный вес металла, тогда как билонные монеты имели меньшее содержание серебра. Эта система просуществовала до 1924 года.

## В культуре

#### Наградные серебряные рубли
Традиция награждения отличившихся во время военных действий солдат серебряными рублями возникла практически одновременно с началом их чеканки Петром I. Уже в 1704 году за взятие Дерпта солдатам было роздано по серебряному рублю. Первые наградные монеты не имели никаких отличий от обычных, поэтому в дальнейшем Пётр даёт указание монетному двору: «...и велите у всех (медалей) сделать на одной стороне баталию...». Традиция награждения серебряными рублями сохранилась до времён Екатерины II. Так А. В. Суворов нередко награждал солдат рублями и полтинами, впоследствии передаваемыми из поколения в поколение и хранившимися на почётном месте потомками награждённых.
Впоследствии, выражение «одарить рублём» стало крылатым и вошло во многие народные пословицы:
Взглянет, что огнем опалит, а слово молвит, рублём подарит.
Из милости ступает, травы не мнёт; ненароком взглянет, что рублём подарит.

#### В литературе
В литературе того времени популярен образ серебряного рубля как неизменного атрибута повседневной жизни. Серебряный рубль, целковый, противопоставлялся ассигнационному, цены в них имели разный вид. Кроме того, часто встречается образ неразменного рубля, чему Лесков посвятил отдельный рассказ.
Около того времени, как француз на Москву ходил, серебряный рубль целковый стал в четыре рубля ассигнациями, а медные пятаки да гривны в прежней цене оставались.Мельников-Печерский П. И., «На горах», 1881
К серебряным рублям они относятся индифферентнее, берут, но не выказывают алчной радости, как при получении бумажек и золотых монет.Гейнце Н. Э., «В действующей армии», 1904

#### При советской власти
Первая линейка советских серебряных монет несла некоторую пропагандистскую функцию: для страны, истощённой войнами и экономическим кризисом, появление нового, неподверженного инфляции средства расчетов служило подтверждением легитимности новой власти. В агитации «красных» эмиссия рублей и червонцев ускоряла победу над врагами, а также символизировала улучшение качества жизни, укрепление хозяйства. В целом, валюта была воспринята населением положительно, полное соответствие параметров линейке царской чеканки лишь улучшало впечатление. Над дизайном новых монет много работали, так как дензнаки постоянно обращались в руках населения. Серебро в целом было доступнее, чем червонцы, поэтому исполняло роль мини-плакатов. Например, рубль 1924 года отражает популярную тогда тему «смычки города и деревни».